# AgustaWestland AW109
L'AgustaWestland AW109 (in precedenza Agusta A109) è un elicottero multiruolo a otto posti biturbina, costruito in Italia da Leonardo (in precedenza AgustaWestland, confluita nella nuova Finmeccanica, rinominata Leonardo dal 2017) e commercializzato a partire dagli anni settanta.

## Storia
Alla fine degli anni sessanta, l'Agusta ideò l'A109 come elicottero civile monomotore. La ricerca delle prestazioni desiderate, però, portò alla scelta di cambiare il progetto iniziale e nel 1969 venne presa la decisione di utilizzare inizialmente due turbomotori Allison 250-C18 da 317 HP per passare poco dopo al modello Allison 250-C20 da 420 HP. L'Agusta abbandonò una possibile versione militare (l'A109B) e si concentrò su una a otto posti denominata A109C.
Il primo dei tre prototipi iniziali volò per la prima volta il 4 agosto 1971. Seguì un lungo periodo di messa a punto e il primo esemplare di produzione effettuò il primo volo nell'aprile 1975, mentre le consegne iniziarono nel 1976. Il prodotto divenne subito un successo e venne impiegato in molti ruoli oltre a quello del trasporto leggero, come per esempio eliambulanza e ricerca e salvataggio.
Il modello inizialmente doveva chiamarsi "Hirundo", nome latino della rondine, ma il nome non si è mai veramente affermato e lo si è chiamato generalmente solo A109. Più recentemente si sono utilizzate le denominazioni commerciali Power, Élite e Grand.
Nel 1975, l'Agusta considerò nuovamente la possibilità di realizzare una versione militare ed eseguì alcune prove tra il 1976 e il 1977 con cinque A109A equipaggiati con i missili anticarro BGM-71 TOW. Dalle esperienze maturate vennero sviluppate due versioni: una leggera da attacco o Close Air Support e una per operazioni navali. I cinque elicotteri vennero acquisiti dall'Esercito Italiano che equipaggiò l'allora Aviazione Leggera dell'Esercito e li rinominò A109 AT.
Sebbene l'elicottero si distingua rispetto a molti concorrenti per l'avere il carrello retrattile, dieci anni dopo, nel 1987, l'Esercito Italiano ordinò altri 24 elicotteri nella configurazione A109 CM con carrello fisso. Vennero acquisite due configurazioni: la prima semplificata A109 EOA-1 in 16 esemplari, più altri 8 nella configurazione completa EOA-2.
Nello stesso periodo, le forze armate del Belgio, dopo un'accesa competizione con i francesi, ordinarono circa 40 elicotteri di questo tipo. La commessa si rivelò una pessima pubblicità allorché, a prescindere dalla qualità del prodotto, nel 1988 venne alla luce uno scandalo per corruzione, quando venne appurato che erano state pagate tangenti ai due partiti socialisti belgi al governo per oltre 50 milioni di franchi per ottenere la commessa. Lo scandalo portò alle dimissioni e alla incriminazione del segretario generale della NATO Willy Claes. Lo scandalo, raggiunse in Belgio la fama dello scandalo Lockheed in Italia, relativo all'acquisto di 14 C-130 Hercules agli inizi degli anni settanta.
L'evoluzione del progetto avutasi negli anni novanta si concretizzò con la messa in produzione della variante A109E, battezzata "Power". L'ottenimento per questa versione della certificazione JAR-OPS 3 Classe 1 Categoria A (decollo e atterraggio anche con un motore in avaria), unitamente all'abilitazione IFR in configurazione singolo pilota (operazioni consentite di notte e in ogni condizione meteorologica), portò a un forte recupero di immagine e di mercato che, tra i vari momenti positivi, ha avuto quello dell'aggiudicazione della commessa per la U.S. Coast Guard. Dopo severe prove comparative, sono stati acquisiti alcuni A109E Power, rinominati MH-68A Stingray, per equipaggiare il reparto HITRON (Helicopter Interdiction Tactical Squadron) nel ruolo di elicotteri armati da interdizione a corto raggio, specializzati nella caccia ad alta velocità al contrabbando di droga.
L'A109 in versione civile è attualmente in produzione presso lo stabilimento di assemblaggio finale di Vergiate in provincia di Varese. È disponibile nelle varianti Power, Élite con allestimenti di pregio e Grand con cabina allungata.
Le versioni militari in produzione prendono il nome di LUH (Light Utility Helicopter) o LOH (Light Observation Helicopter)
Le fusoliere dell'A109 sono prodotte anche dalla Państwowe Zakłady Lotnicze (PZL) polacca. Nel 2006 è stata consegnata la 500ª fusoliera prodotta da questo costruttore, confermando il successo di dieci anni di collaborazione tra queste aziende.
L'AgustaWestland AW119 Koala viene considerato la variante monomotore dell'AW109, ma, a un esame più attento, si possono evidenziare alcune differenze maggiori. Il Koala ha il carrello a pattino, alcune importanti differenze aerodinamiche tra cui la coda e i pianetti di coda e un'avionica più semplice.
L'AW109 Trekker è una versione dell'AW109S Grand con pattini d'atterraggio fissi al posto del carrello retrattile; il Trekker ha volato per la prima volta nel marzo 2016 e ha ottenuto la certificazione EASA nel dicembre 2017.

## Versioni
Le versioni sono:

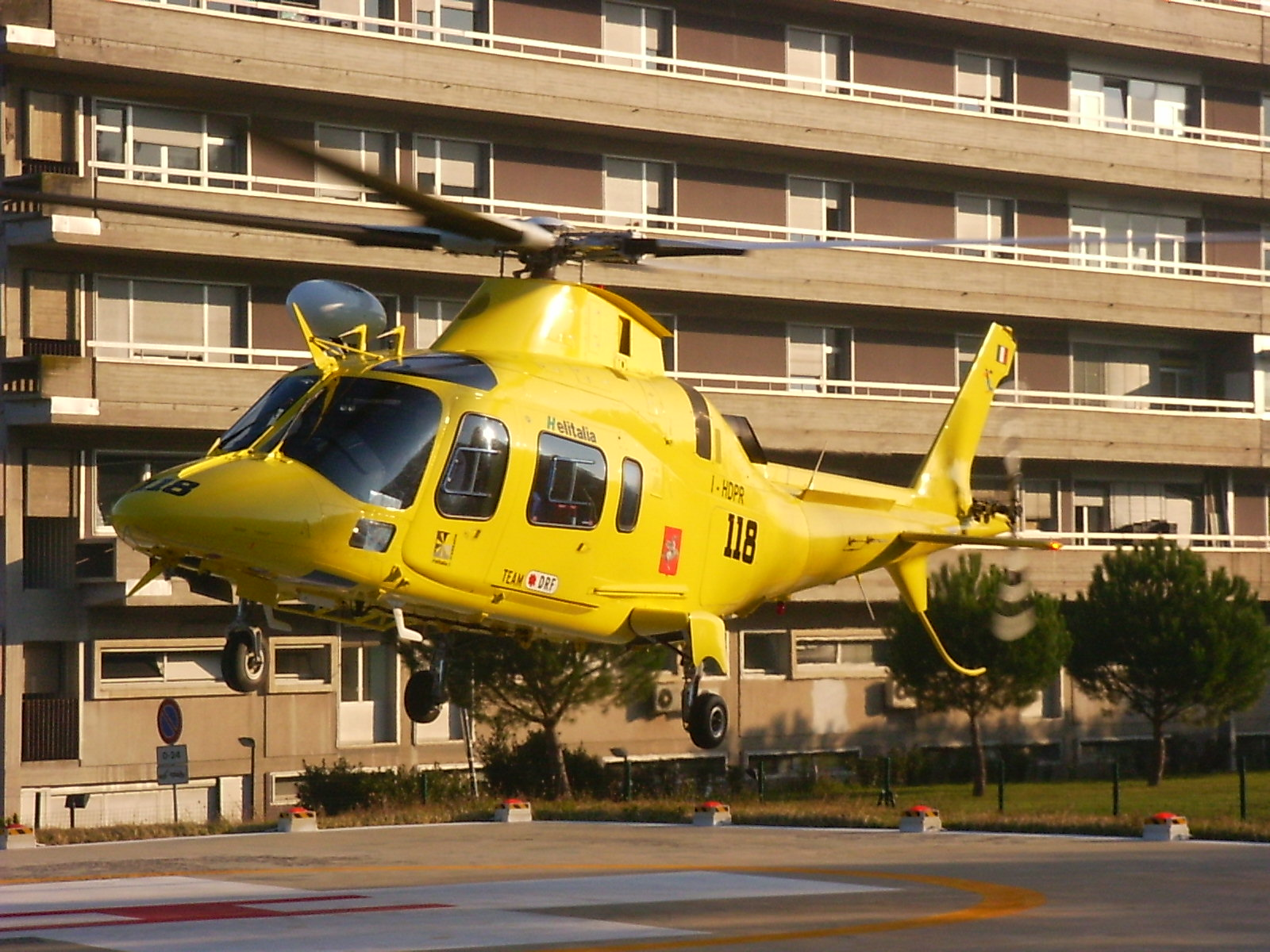
A109E Elisoccorso Regione Toscana

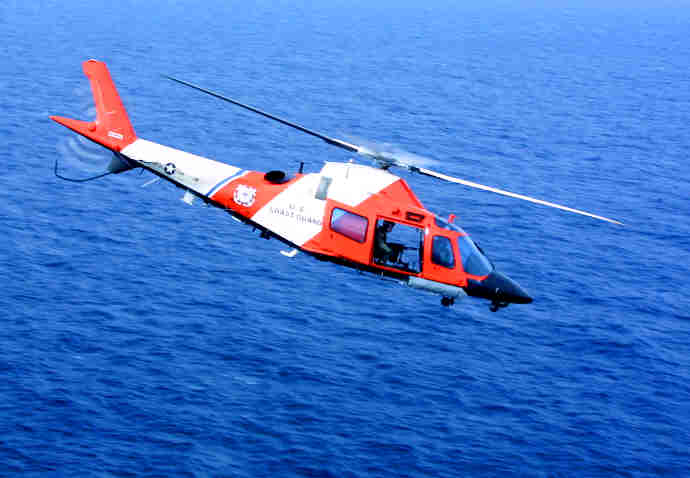
Un US Coast Guard MH-68A Stingray

- A109 “Hirundo” – prima versione di produzione, con motori Allison 250-C20; peso massimo al decollo: 2450 kg
- A109A “Hirundo” – versione con motori Allison 250-C20B; peso massimo al decollo: 2450 kg (esteso: 2 600 kg)
  - A109AT – versione militare con capacità anticarro per l'Esercito Italiano
- A109A Mk.II (o A109AII) – versione con motori Allison 250-C20B oppure Allison 250-C20R/1; peso massimo al decollo: 2 600 kg
  - A109A Mk.II MAX – versione per operazioni di elisoccorso e aeroambulanza, con cabina allargata
  - A109A Mk.II-SEM – versione per la Guardia di Finanza con motori Allison 250-C20R/1, equipaggiato con radar di scoperta
- A109B – versione militare, non prodotta
- A109C – evoluzione dell'A109A Mk II con motori Allison 250-C20R/1 e pale del rotore principale in materiale composito; peso massimo al decollo: 2 720 kg
  - A109C MAX – versione per operazioni di elisoccorso e aeroambulanza, con cabina allargata
- A109BA – versione militare dell'A109C per la Componente Aerea dell'Armata Belga, con carrello fisso
- A109CM – versione militare dell'A109C, con carrello fisso; peso massimo al decollo: 2 720 kg (esteso: 2 850 kg)[2]
  - A109 EOA-1 – versione semplificata per l'Esercito Italiano
  - A109 EOA-2 – versione completa per l'Esercito Italiano
- A109K – versione militare con motori Arriel 1K, con carrello fisso; peso massimo al decollo: 2 850 kg
- A109K2 – versione civile con motori Arriel 1K1, con carrello fisso; sviluppato in collaborazione con REGA per operazioni di elisoccorso in altitudine a ad alte temperature (condizioni “hot&high”); peso massimo al decollo: 2 850 kg
- A109D – versione con motori Allison 250-C22; non entrato in produzione (solo un prototipo costruito, convertito a prototipo dell'A109E)
- A109E Power (successivamente AW109E Power) – versione civile con motori PW206C (oppure Arrius 2K1) con sistema di controllo FADEC, nuovo carrello retrattile, mozzo rotore elastomerizzato e nuovo cockpit con display digitali integrati; peso massimo al decollo: 2 850 kg (esteso: 3 000 kg)
  - MH-68A Stingray – denominazione degli A109E della US Coast Guard
  - AW109E Power Élite – versione VIP con accorgimenti per la riduzione di rumore e vibrazioni
- A109 LUH – Light Utility Helicopter; versione militare dell'A109E con motori Arrius 2K2; peso massimo al decollo: 3 000 kg
  - A109 LOH – Ligh Observation Helicopter; versione dell'A109 LUH per l'Aviazione dell'Esercito Malese
  - Hkp-15 – denominazione per gli A109 LUH dell'Aeronautica Svedese
- A109S Grand (successivamente AW109S Grand) – derivato dell'A109E con motori PW207C, cabina allungata e modifiche a rotore principale, trasmissione e cellula; peso massimo al decollo: 3 175 kg
- AW109SP Grand New – evoluzione dell'AW109S Grand, con elementi della cellula in materiale composito e nuova avionica; peso massimo al decollo: 3 175 kg
  - AW109 "Da Vinci" – denominazione degli AW109SP operati da REGA, con carrello fisso
- AW109N Nexus – versione dell'A109E con motori PW207C e modifiche a rotore principale, trasmissione e cellula, con nuova avionica; sviluppato per le Forze dell'Ordine italiane; peso massimo al decollo: 3 175 kg
- AW109 Trekker – versione dell'AW109S Grand con pattini d'atterraggio e glass cockpit Genesys Aerosystems; peso massimo al decollo: 3 175 kg[6]

## Utilizzatori

### Civili

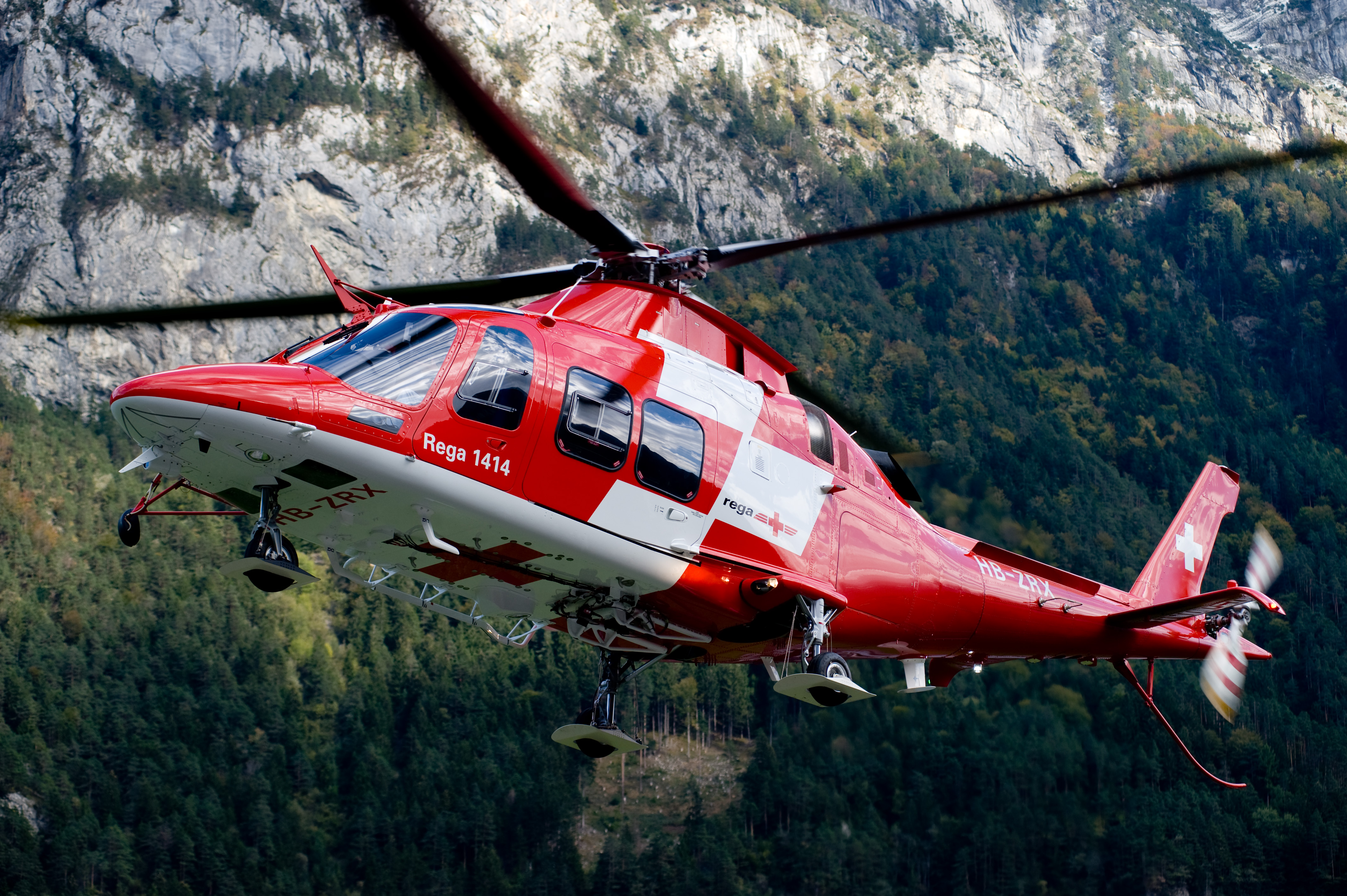
Agusta AW109SP Gran New della REGA, soprannominato Da Vinci

L'A109 è in servizio presso un gran numero di operatori civili e privati in tutto il mondo, impiegato in ruoli di trasporto VIP/corporate, elisoccorso, ricerca e soccorso, supporto alle operazioni off-shore, law enforcement, servizi di pubblica sicurezza, utility e altri.
 Francia
- SAF Hélicoptères

1 AW109 Trekker ordinato il 16 giugno 2020, destinato a supportare le operazioni di servizio sanitario d'emergenza dell'Ospedale di Rouen, in Normandia.
 Indonesia
- Fly Komala

1 AW109 Trekker consegnato a inizio 2021.
 Italia
Fra i vari operatori italiani che impiegano o hanno impiegato l'A109 in compiti di elisoccorso figurano Alidaunia, Elidolomiti, Elilario, Elilombarda, Elitaliana, Elitos, Freeair, Helitalia e Inaer Italia (ora Babcock MCS Italia); in questo ruolo, l'A109 sta gradualmente venendo sostituito da mezzi più performanti e di maggiori dimensioni, come l'AW169.
 Svizzera
- REGA

16 A109K2 in servizio dal 1992 al 2012.
12 AW109SP “Da Vinci” ricevuti a partire dal 2009, 11 in servizio al marzo 2022 (uno perso in un incidente).

### Governativi
Algeria

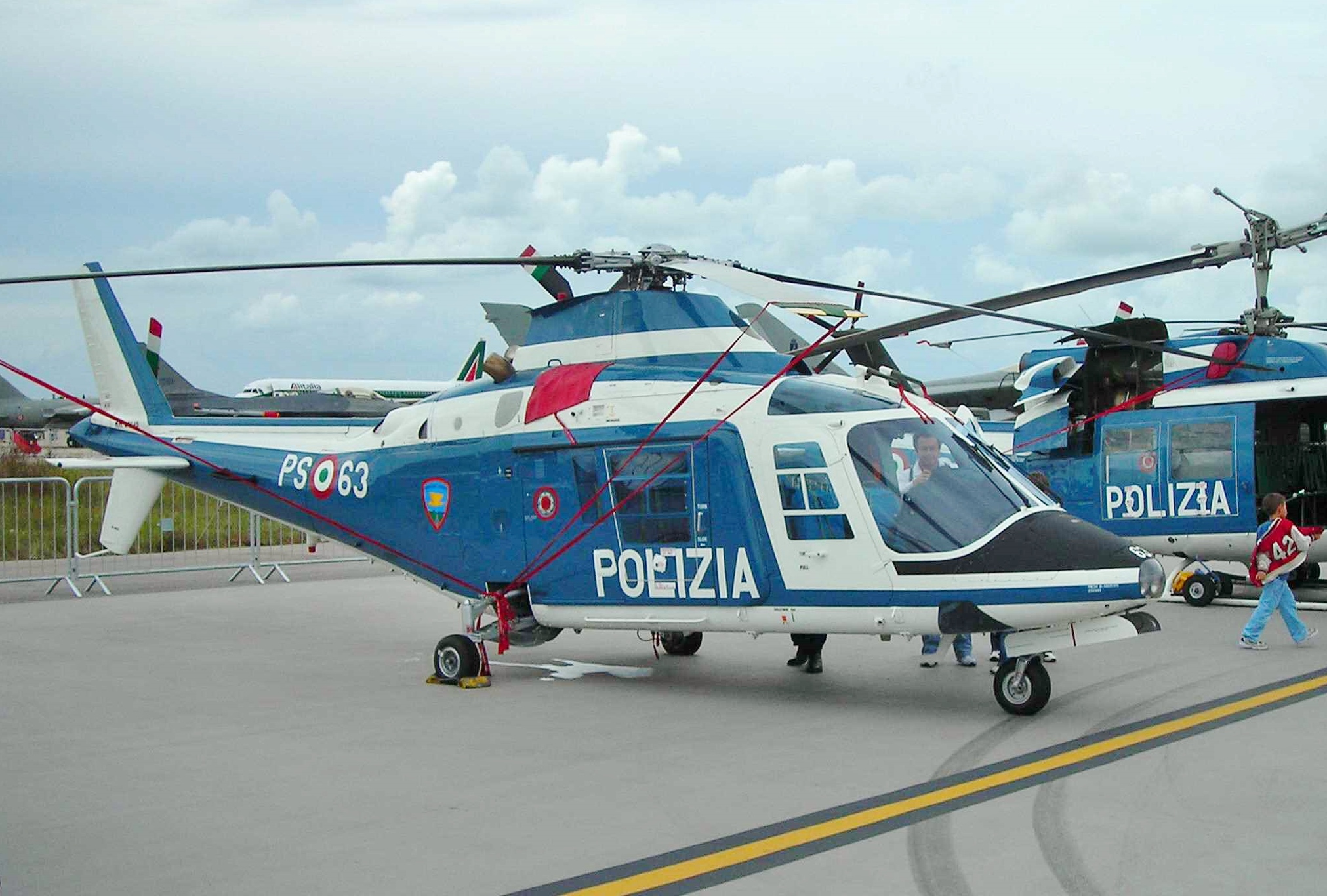
Un A109A-II del Servizio Aereo della Polizia di Stato

- Sûreté Nationale (Polizia algerina)

10 A109 LUH in servizio dal 2011.
 Bulgaria
- Polizia di confine bulgara

3 AW109E Power in servizio a partire dal 2010.
 Cina
- Maritime Safety Administration

2 AW109S Grand
- Polizia di Pechino

3 AW109 Power e 1 AW109 GrandNew in servizio al dicembre 2021.
 Giappone
- Keisatsu-chō (Agenzia Nazionale di Polizia del Giappone)

Svariate prefetture della Polizia del Giappone dispongono di A109K2, AW109E e AW109SP nelle proprie flotte.
- Tokyo Metropolitan Police Department

 Italia
- Corpo Forestale dello Stato

3 A109N Nexus (trasferiti al Servizio Aereo Carabinieri).
- Servizio aereo della Guardia di Finanza

14 A109A-Mk.II SEM e 11 A109C consegnati a partire dal 1984. Due esemplari di A109A-II, MM81223 e MM81224, trasferiti al Dipartimento della Protezione Civile.
18 A109N Nexus consegnati a partire dal 2009, 17 in servizio al dicembre 2019.
- Servizio aereo della Polizia di Stato

14 tra A109A e A109A-II impiegati consegnati a partire dal 1979.
1 A109N Nexus consegnato nel 2008 (perso in un incidente nel 2009).
- Corpo Nazionale dei Vigili del Fuoco

4 A109E Power e 1 A109S Grand. Un esemplare di A109E Power ricevuto dal Dipartimento della Protezione Civile e poi immatricolato VF-84.
- Dipartimento della Protezione Civile

2 A109A-II ricevuti dal Servizio aereo della Guardia di Finanza. L'esemplare MM81223, gestito direttamente dal Dipartimento della Protezione Civile e reimmatricolato I-DPCA, fu coinvolto in un incidente aereo sul Monte Livata nel 2006 e poi dismesso per ingenti danni. L'esemplare MM81224 è stato invece gestito prima dall'Aeronautica Militare e poi trasferito al Dipartimento della Protezione Civile che lo ha reimmatricolato I-DPCB. Ritirato dal servizio.
1 A109A ricevuto dall'Aeronautica Militare poi reimmatricolato I-DPCC. Ritirato dal servizio.
1 A109E Power, immatricolato I-DPCM e poi trasferito al Corpo nazionale dei vigili del fuoco.
 Lettonia
- Valsts Robežsardze (Polizia di Frontiera della Lettonia)

2 AW109E consegnati a partire dal 2007.
 Nigeria
- Nigerian Maritime Administration and Safety Agency (NIMASA)

2 AW109 consegnati il 28 marzo 2021.
 Oman
- Royal Oman Police

3 Agusta A109E consegnati, due dei quali ricevuti nel 2005 ed il terzo nel 2011.
 Slovenia
- Policija

1 AW109E consegnato.

### Militari

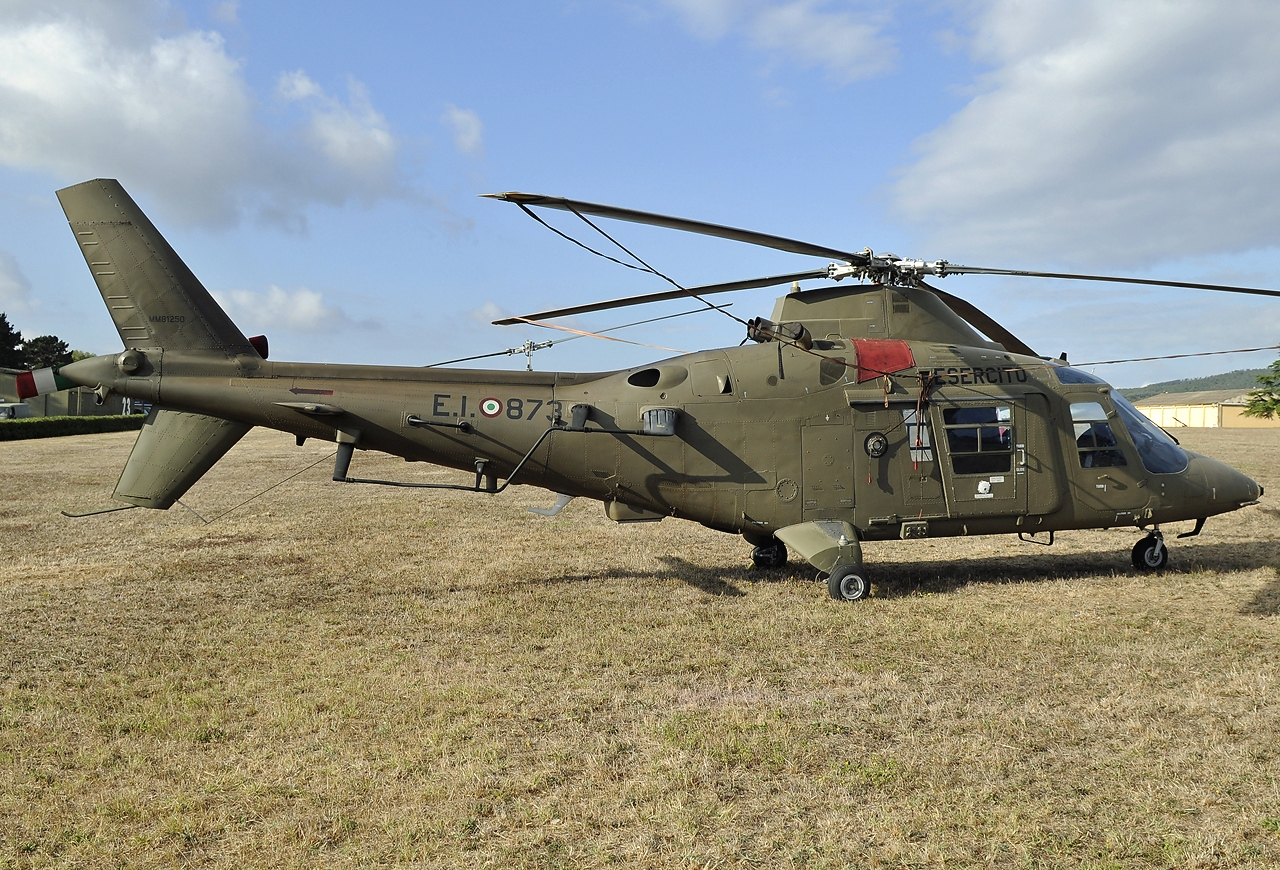
Un A109C dell'Aviazione dell'Esercito

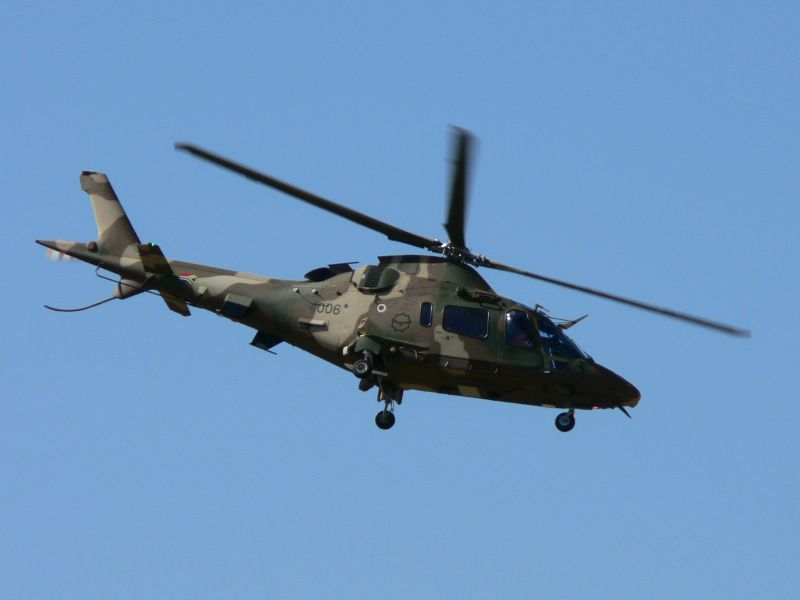
Un AgustaWestland A109 LUH sudafricano

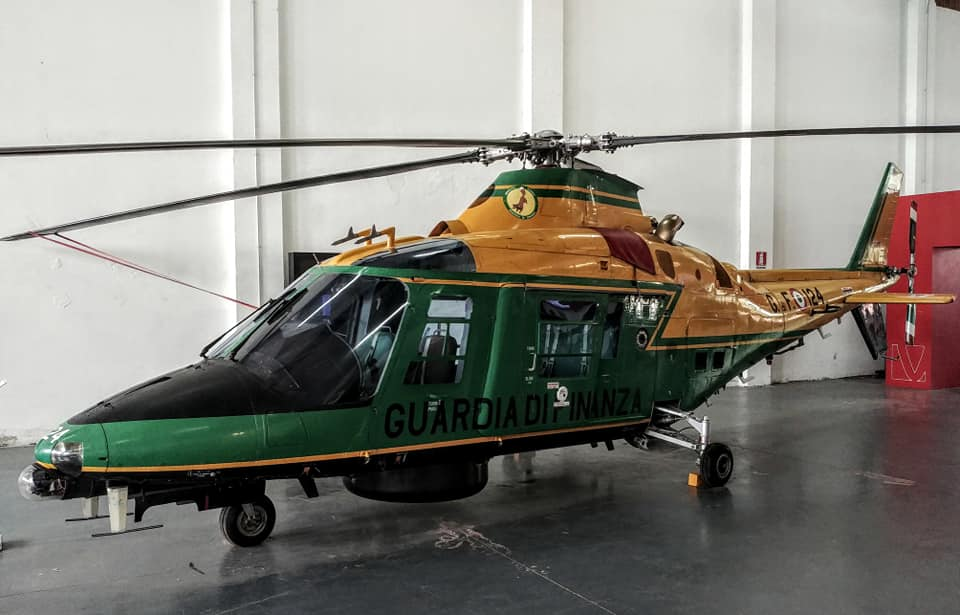
Agusta A109A II della Guardia di Finanza esposto al Parco e Museo di Volandia

L'A109A-II in carico all'Aeronautica Militare con le insegne del 15º Stormo

Algeria
- Gendarmerie Nationale

14 A109 LUH in servizio dal 2011.
 Angola
- Força Aérea Nacional Angolana

6 AW109E ordinati a dicembre 2015.
 Argentina
- Ejército Argentino

9 A109A Hirundo in servizio dal 1979 (uno distrutto al suolo durante la guerra delle Falkland, due catturati dalle Forze Armate Britanniche); due ancora in servizio al novembre 2018.
- Aviación Naval

8 AW109SP selezionati il 26 settembre 2023. 4 AW109SP ordinati a novembre 2024, rispetto alla previsione iniziale di otto elicotteri.
 Australia
- Royal Australian Navy

4 AW109E Power operati in leasing dal 2007 al 2011 per compiti di addestramento.
 Bangladesh
- Bangladesh Navy

2 AW109E consegnati ed operativi a partire dal 2014 e in servizio al novembre 2017.
 Belgio
- Composante air de l'armée belge

46 A.109CM acquisiti tra 1992 e 1994 (28 anticarro con missili HOT, modificati per supportare i missili TOW e 18 LUH), 18 in servizio a febbraio 2021.
 Benin
- Force Aérienne Populaire de Benin

4 A109BA ricevuti dal Belgio nel 2007 per compiti utility e di attacco leggero.
 Cambogia
- Kangtorp Akas Khemarak Phumin

2 AW109 Trekker acquistati nel 2019.
 Camerun
- Armée de l'Air du Cameroun

4 AW109M ordinati nel 2017 e consegnati nel 2021.
 Cile
- Carabineros de Chile

5 A109E Power.
 Egitto
- El Qūwāt El Gawīyä El Maṣrīya (Forza Aerea Egiziana)

3 AW109 Power impiegati per compiti di elisoccorso, acquistati con il contributo del ministero della sanità egiziano, tutti in servizio all'agosto 2019.
 Filippine
- Hukbong Himpapawid ng Pilipinas (Forza Aerea delle Filippine)

8 AW109 Power ordinati nel 2013, tutti in servizio al febbraio 2020.
- Philippine Navy (Marina Militare Filippina)

5 AW109E Power consegnati nel 2013-2014; tutti in servizio al dicembre 2018.
 Ghana
- Ghana Air Force

2 tra A109A e AW109 LUH consegnati e in organico al settembre 2020, ma non in grado di volare.
 Grecia
- Polemikí Aeroporía

6 AW109E consegnati a partire dal 2001, 3 in servizio nel 2022. Nel 2021 2 AW109 Trekker sono stati donati al Ministero della salute dalla Fondazione Stavros Niarchos e sono operati dall'aeronautica.
 Guinea Equatoriale
- Fuerza Aérea de Guinea Ecuatorial

1 A.109A Hirundo consegnato.
 Italia
- Aeronautica Militare

Ha avuto in organico per alcuni anni due esemplari di A109 utilizzati per trasporto VIP e scopi di protezione civile. Il primo, un A109A-II con matricola MM81224 ricevuto dal Servizio aereo della Guardia di Finanza, ha operato con le insegne del 15º Stormo (15-71) fino a essere trasferito al Dipartimento della Protezione Civile. Il secondo, un A109A con matricola MM80752, ha operato con le insegne del 31º Stormo (31-9) fino a essere trasferito al Dipartimento della Protezione Civile.
- Aviazione dell'Esercito

3 A109A per trasporto VIP e 2 A109AT per la sperimentazione di tattiche controcarro, entrati in servizio a partire dal 1977; ritirati dal servizio.

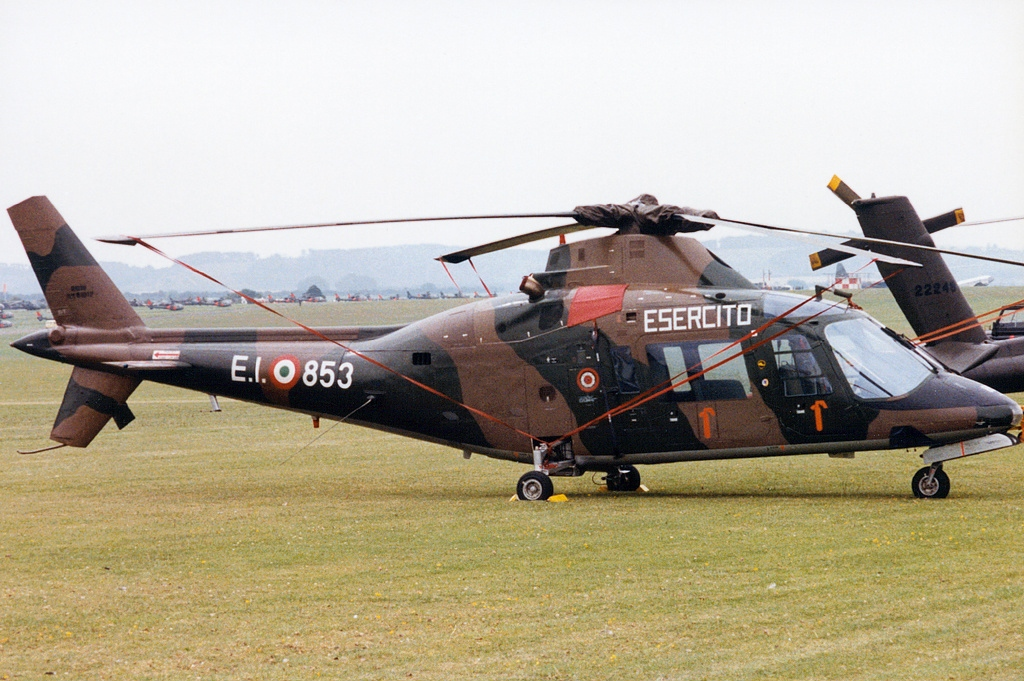
Un A109A dell'Aviazione dell'Esercito qui in servizio negli anni 80 del secolo scorso.

 24 A109CM (16 A109EOA-1 e 8 A109EOA-2) per compiti di ricognizione e utility, entrati in servizio a partire dal 1988; gli ultimi esemplari sono stati ritirati il 14 ottobre 2021, dopo 45 anni di servizio.
- Servizio aereo carabinieri

26 A109A/A-II entrati in servizio dal 1979 al 2013 (quattro persi in incidenti).
3 A109E Power impiegati per trasporto VIP dal 2000 (uno perso in un incidente).
17 AW109N Nexus in servizio dal 2008.
 Malaysia
- Royal Malaysian Army (Esercito della Malaysia)

11 A109 LOH ordinati nel 2003 e consegnati tra il dicembre 2005 e il settembre 2006 (uno perso in un incidente nel 2014).
 Mauritania
- Force aérienne de la République Islamique de Mauritanie

2 AW109E Power consegnati.
 Messico
- Fuerza Aérea Mexicana

6 AW-109SP consegnati, uno andato distrutto il 1º luglio 2016 con relativa perdita dell'equipaggio, un secondo esemplare al settembre 2019, fuori servizio per danni a parte del carrello dopo un piccolo schianto appena alzatosi da terra.
 Nigeria
- Nigerian Air Force

8 AW-109E consegnati e utilizzati per attività addestrativa e di sorveglianza (tre dei quali persi tra il 2007 e il 2012), seguiti nel 2010-2012 da cinque AW-109LUH multiruolo.
 4 ulteriori AW109E consegnati a coppie ad aprile e maggio del 2019. Ulteriori 2 AW109 Power sono stati consegnati all'inizio del 2020. 2 AW109 Trekker consegnati nel 2024, altri 10 in consegna a partire dal 2026.
- Nigerian Navy

6 A109E Power, impiegati per pattugliamento marittimo e missioni SAR (due persi in incidenti tra il 2007 e il 2012). 3 AW109 GrandNew ordinati nel 2021, il primo dei quali consegnato a gennaio 2023, il secondo a maggio e il terzo a settembre 2023. 3 AW109 Trekker in allestimento da trasporto VIP consegnati il 12 novembre 2024.
 Nuova Zelanda
- Royal New Zealand Air Force

5 A109 LUH.
 Perù
- Ejército del Perú

12 A109K in servizio a partire dal 1990 per trasporto VIP, utility e attacco leggero. Uno dei due AW109K2 in servizio a tutto il dicembre 2020, è andato perso il 22 gennaio 2021.
 Regno Unito
- Army Air Corps

4 A109A operati dal 1982 al 2009 per supporto alle forze speciali (di cui due catturati durante la guerra delle Falkland).
- Empire Test Pilots' School
- Royal Air Force

3 AW109E Power in leasing per trasporto VIP; ritirati dal servizio.
1 AW109SP Grand New per trasporto VIP consegnato entrato in servizio il 27 novembre 2015 e ritirato il 30 settembre 2023.
 Stati Uniti
- United States Coast Guard

8 MH-68A Stingray in servizio dal 2000 al 2008.
 Sudafrica

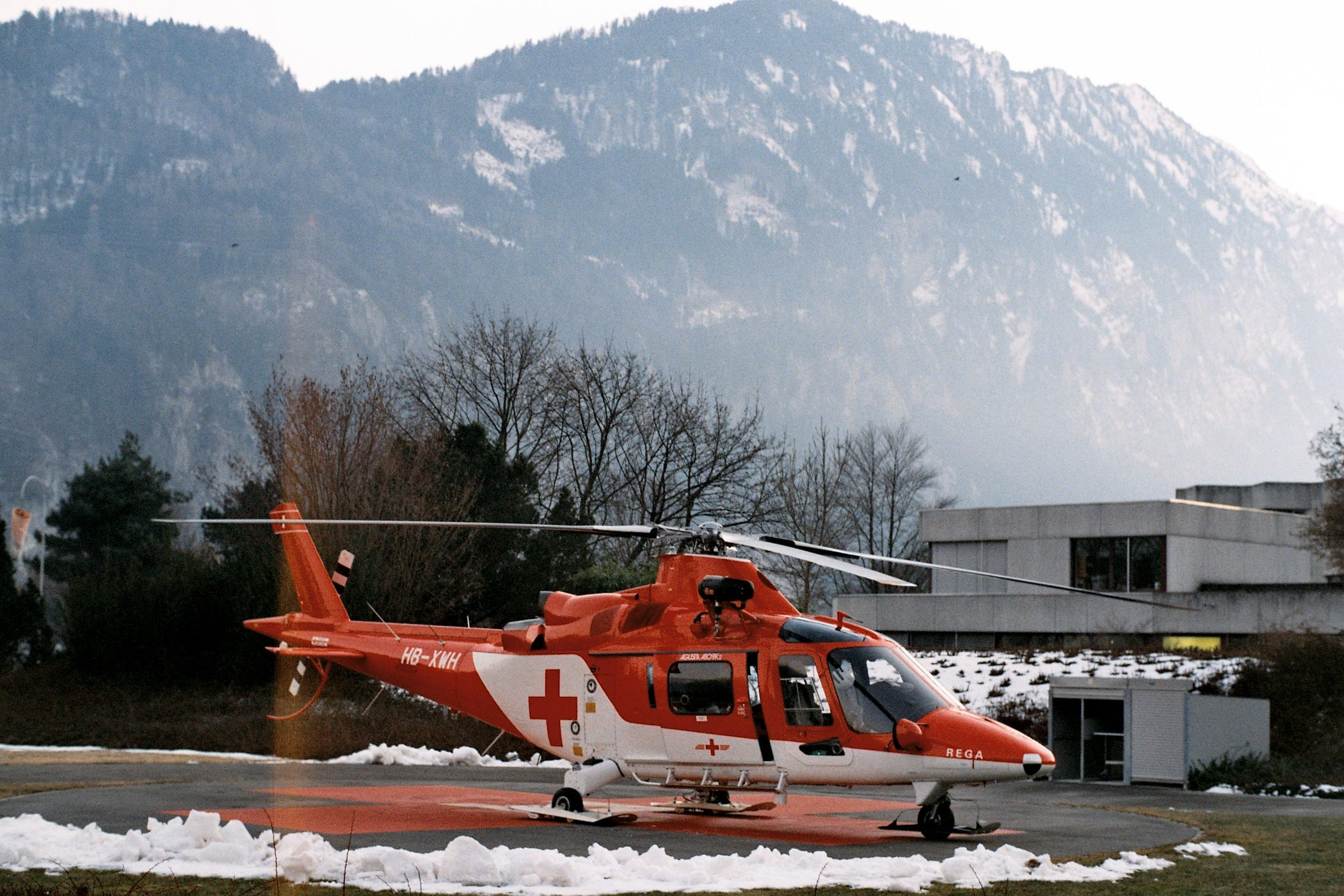
Agusta A109 K2 della REGA parcheggiato vicino a Grindelwald

- Suid-Afrikaanse Lugmag (South African Air Force)

30 A109 LUH consegnati a partire dall'ottobre 2005 (5 persi in incidenti).
 Sudan del Sud
- South Sudan Air Force

2 AW109 in servizio a tutto il dicembre 2020.
 Svezia
- Forze Armate Svedesi

20 A109 LUH (Hkp-15), tutti in servizio al 2016 (12 Hkp-15A per supporto alle forze terrestri, 8 Hkp-15B per operazioni navali).
 Uganda
- Uganda National Police

 Venezuela
- Esercito Venezuelano

## Comparsa nei film
Nel film Jurassic Park del 1993 di Steven Spielberg, viene utilizzato un Agusta A109 con le insegne della InGen per trasportare un gruppo di scienziati su un'isola, al largo della costa della Costa Rica, popolata da dinosauri clonati.
Nel film L'eliminatore - Eraser del 1996 di Chuck Russell che vede come protagonista Arnold Schwarzenegger, viene utilizzato un Agusta 109-A/C viene usato per trasportare gli agenti federali.
Nel film The Cell - La cellula del 2000 di Tarsem Singh, viene usato un Augusta-Westland A109-C per trasportare il serial killer in coma presso un centro di ricerca.
Nel film del 2002 Il regno del fuoco un A109 è utilizzato da ex soldati statunitensi per intrappolare e abbattere i draghi.
Nel Film del 2004 Agente Cody Banks 2 - Destinazione Londra, in una sequenza tagliata, compare l'elicottero assieme a un MD 600 mentre lo stesso elicottero viene usato in altre scene per le riprese.
Inoltre nel corso degli anni l'Agusta A109 compare in molti altri film.